# ニューヨーク・ワールド・テレグラム
ニューヨーク・ワールド・テレグラム（New York World-Telegram）は、1931年から1966年までニューヨークで発行されていた新聞である。

## 歴史

### テレグラム
1867年にジェームズ・ゴードン・ベネットによって創刊された。当初は、1835年に創刊された『ニューヨーク・ヘラルド』の夕刊紙として、『イブニング・テレグラム』(Evening Telegram)という紙名だった。1918年のベネットの死後、1920年6月にフランク・A・マンシー(Frank A. Munsey )がテレグラム紙を購入した。マンシーが1925年に死去した後、マンシーの同僚で、『ニューヨーク・サン』の元出版者兼社長だったトーマス・W・デュワート(Thomas W. Dewart)が2年間この新聞を所有し、1927年に非開示の金額でスクリップス社に売却した。売却当時、この新聞は『ニューヨーク・テレグラム』(The New York Telegram)と呼ばれ、発行部数は20万部だった。

### ワールド・テレグラム
1931年、ジョーゼフ・ピューリツァーの相続人がスクリップス社に『ニューヨーク・ワールド』を売却し、テレグラム紙と合併して『ニューヨーク・ワールド・テレグラム』となった。ワールド紙の従業員は全員解雇されたが、ワールド紙に寄稿していたヘイウッド・ブルーンやウェストブルック・ペグラーなどのスター作家は新しい新聞に引き継がれた。
ワールド・テレグラム紙は合併後数年間、ワールド紙の持っていた「リベラルな紙面」という評判を引き継いでいた。しかし、スクリップス社の下で紙面の傾向は着実に右寄りにシフトし、最終的には「保守の砦」となった。
1940年、同紙は"The Rape of China"という一連の記事を掲載した。これは、中国に長く滞在したウォルター・ジャドの日本兵との体験を記述したもので、日本製品の不買運動を支持した。発行人のロイ・W・ハワードは、1930年代初頭に満州と日本を旅し、中国での日本の残虐行為を広範囲に報道した。日本の真珠湾攻撃を報じる1941年12月8日号では、「ハワイで1500人の死者」という見出しがつけられていた。

### ワールド・テレグラム・アンド・ザ・サン
1950年、夕刊紙『ザ・サン』を保有していたデュワートがスクリップス社に同紙を売却し、この新聞は『ニューヨーク・ワールド・テレグラム・アンド・ザ・サン』(New York World-Telegram and The Sun)となった。ジャーナリストのA・J・リーブリングが、合併後の新聞のロゴの"and The Sun"の部分が、猫の顎の上に乗ったカナリアの尾羽に似ていると表現したことがある。

### ワールド・ジャーナル・トリビューン
1966年初頭、ニューヨークで初の共同運営契約(JOA)を結ぶという提案により、ワールド・テレグラム・アンド・ザ・サン紙がハースト社の『ニューヨーク・ジャーナル・アメリカン』と合併することになった。これは、『ニューヨーク・ヘラルド・トリビューン』が制作する朝刊とは別に、夕刊を共同で制作するという意図であった。ワールド・テレグラム・アンド・ザ・サン紙の最終版は1966年4月23日に発行された。
しかし、ストライキのためにJOAが発効せず、両紙は1966年8月に統合したものの、新しい新聞『ニューヨーク・ワールド・ジャーナル・トリビューン』(New York World Journal Tribune)は1967年5月5日までの短命に終わった。ワールド・ジャーナル・トリビューン紙の廃刊により、ニューヨークには『ニューヨーク・タイムズ』、『ニューヨーク・ポスト』、『ニューヨーク・デイリーニューズ』の3つの日刊紙が残ることになった。